# Juan Bautista Maíno
Juan Bautista Maíno, o Mayno (Pastrana, 1578 – Madrid, 1º aprile 1649), è stato un pittore spagnolo.

## Biografia
Figlio di un commerciante di tessuti milanese e di una nobildonna portoghese al servizio della principessa di Eboli, si formò in Italia: a Roma conobbe l'arte di Caravaggio.
Tornò in patria nel 1611 e, a Toledo, abbracciò la vita religiosa nell'ordine dei Frati Predicatori: venne ammesso a corte dove fu a servizio di Filippo III, che lo scelse come maestro di disegno di suo figlio Filippo IV; godette anche del sostegno del conte-duca de Olivares.
Diede un notevole contributo alla diffusione del realismo caravaggesco in Spagna e influì sulla formazione del giovane Velázquez, anch'egli attivo a corte.
Fra le sue opere si ricordano l'Adorazione dei Magi (Madrid, Prado), l'Adorazione dei pastori (San Pietroburgo, Ermitage), la Riconquista di Bahia (Madrid, Prado), il Retablo di San Pietro Martire (1613). Fu anche un apprezzato ritrattista.